# چرنوگولوفکا
شهر چرنوگولوفکا (به روسی: Черноголовка) در کشور روسیه و در اوبلاست مسکو واقع شده‌است.